# J.P. Morgan Chase Tower (Houston)
J.P. Morgan Chase Tower is een wolkenkrabber in Houston, Verenigde Staten. Het gebouw is 305,41 meter hoog en telt 75 verdiepingen. Het werd tussen 1978 en 1982 gebouwd en is het hoogste gebouw ter wereld met vijf zijden.

## Ontwerp
In de eerste ontwerpen telde het gebouw 80 verdiepingen. Maar de Federal Aviation Administration vond dat deze hoogte de vliegtuigen van en naar William P. Hobby Airport in gevaar bracht. Daarom werd de hoogte naar 75 verdiepingen teruggebracht.
J.P. Morgan Chase Tower is met grijs gepolijst graniet, roestvrij staal en grijs glas bekleed. De westelijke hoek van het gebouw is eraf gehaald. Het gebouw staat op een plaza dat met grijs graniet betegeld is. Het bevat onder andere een watertuin, perenbomen en het sculptuur Personage and Birds van Joan Miró.
Op het dak van het gebouw was jarenlang een landingsplaats voor helikopters. Deze is zelden of nooit gebruikt.

## Galerij

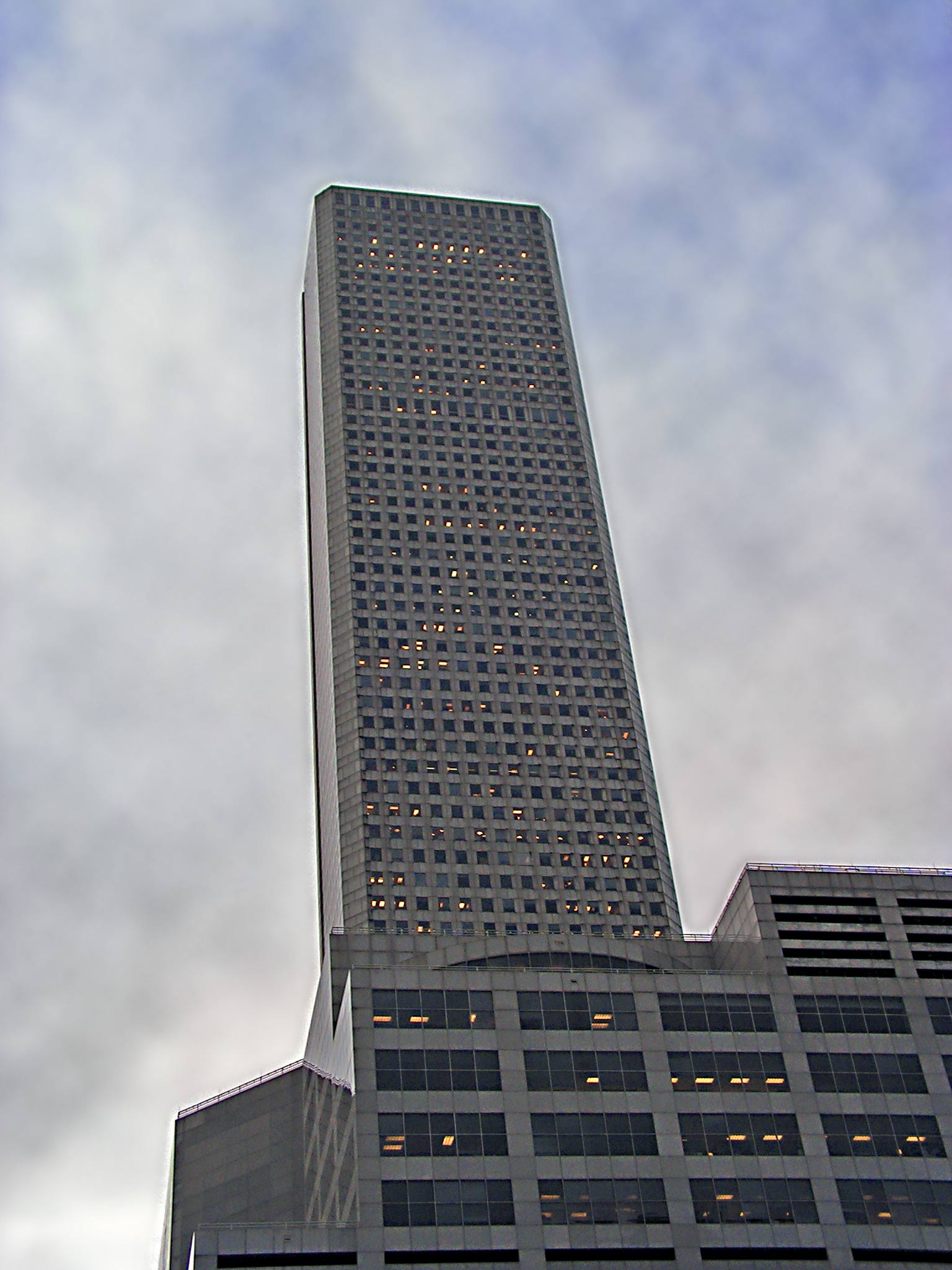
J.P. Morgan Chase Tower met het JPMorgan Center op de voorgrond.
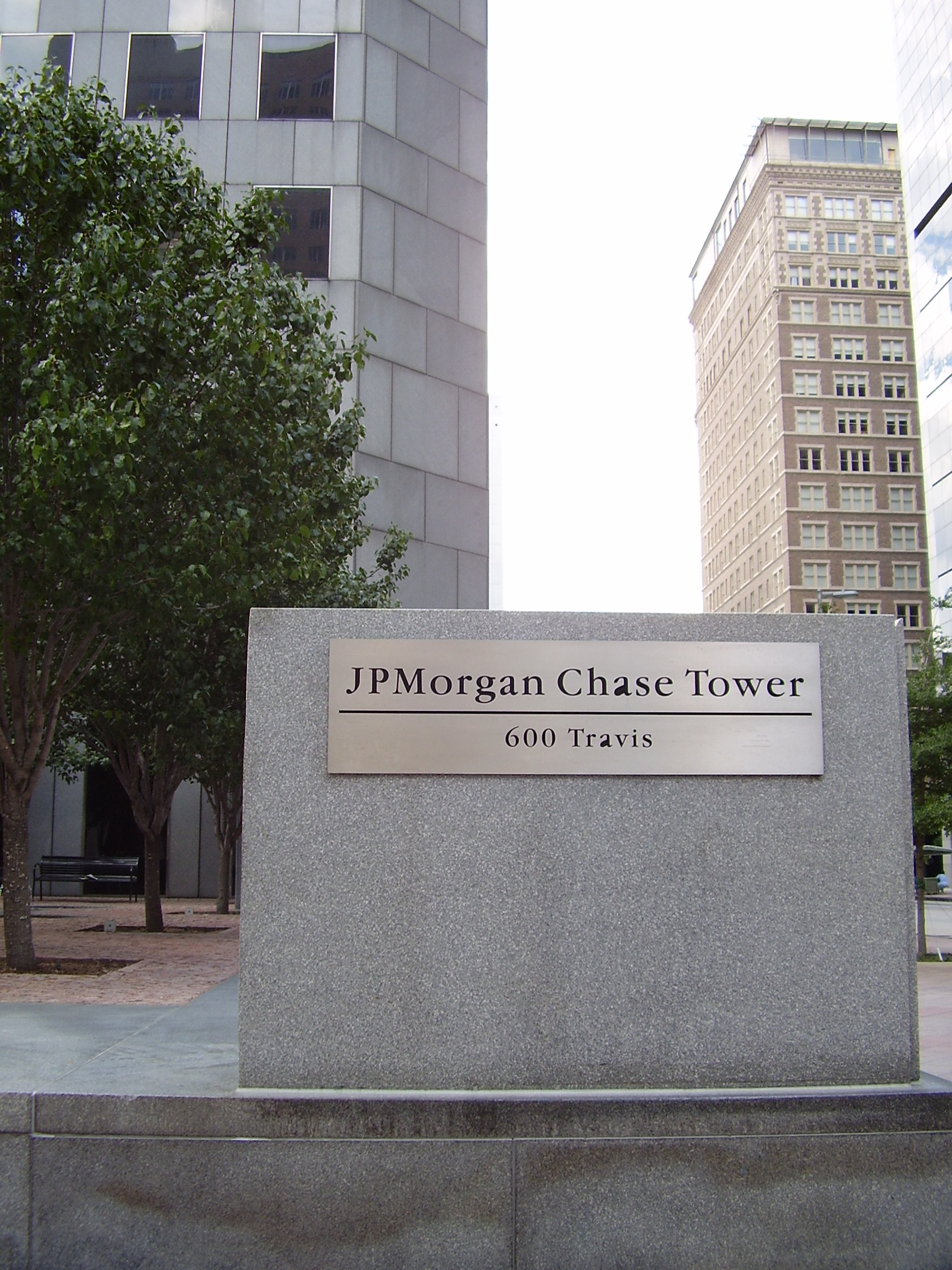
Ingang naar de toren.
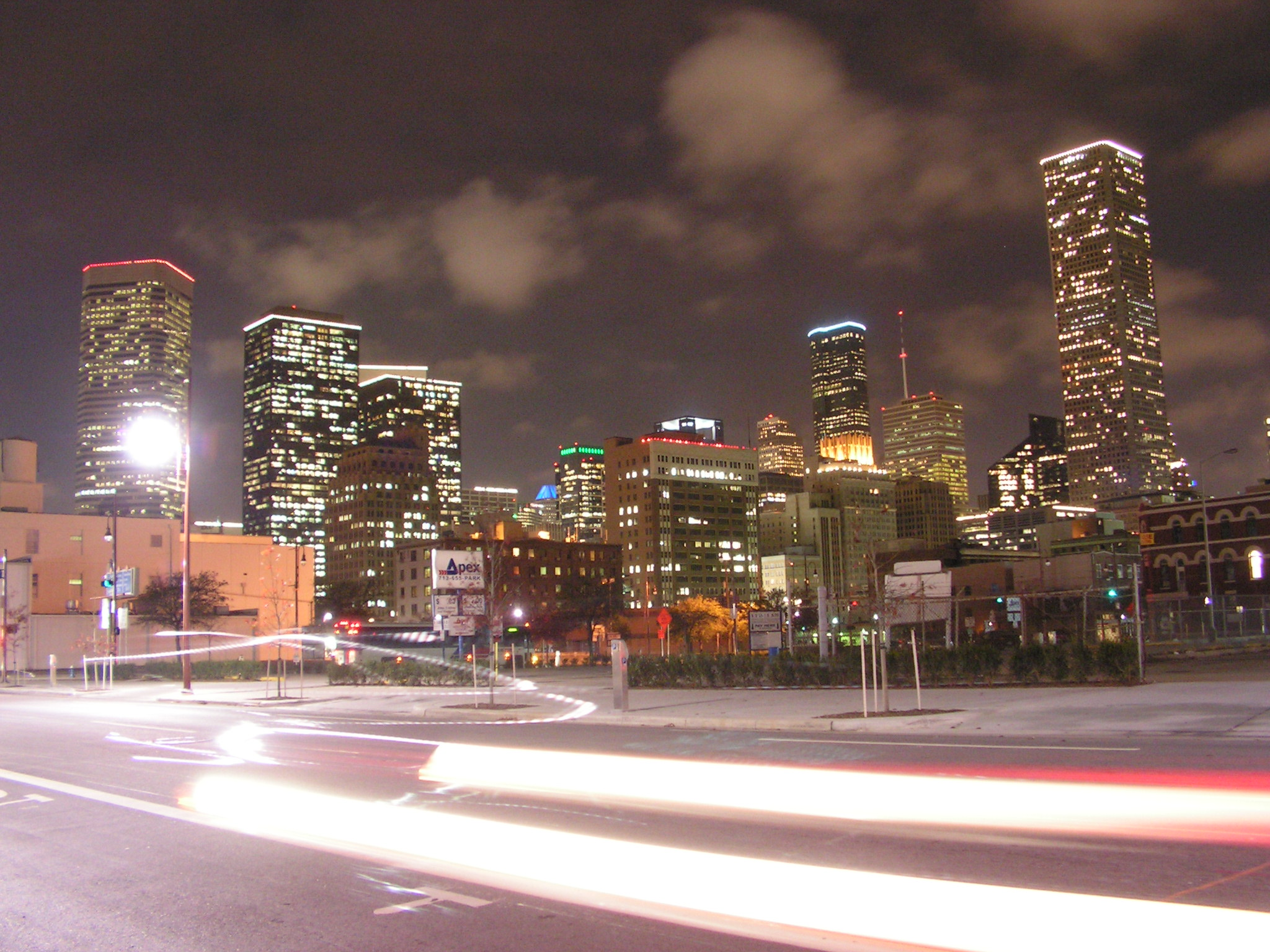
J.P. Morgan Chase Tower in de skyline van Houston, uiterst rechts is de toren te zien.